# Pierre Ossian Bonnet
Pierre Ossian Bonnet (Montpellier, 22 de dezembro de 1819 – Paris, 22 de junho de 1892) foi um matemático francês.
É autor de algumas contribuições fundamentais em geometria diferencial de superfícies, incluindo o teorema de Gauss-Bonnet.